# Clydesdale Bank
O Clydesdale Bank PLC é um banco comercial do Reino Unido, um subsidiário do National Australian Bank Group. Na Escócia, o Clydesdale Bank é o terceiro maior clearing bank, apesar de reter uma rede em Londres e no norte da Inglaterra. Em 2001, o Yorkshire Bank (previamente um subsidiário do nab Group na Inglaterra) tornou-se parte do Clydesdale Bank, apesar de continuar a transacionar com o próprio nome.